# Moreaua elongata
Moreaua elongata är en svampart som beskrevs av Vánky 2002. Moreaua elongata ingår i släktet Moreaua och familjen Anthracoideaceae.   Inga underarter finns listade i Catalogue of Life.